# アゴハゼ
アゴハゼ（顎鯊、顎沙魚、学名 Chaenogobius annularis）は、スズキ目ハゼ科に分類されるハゼの一種。日本周辺の岩礁海岸に分布し、タイドプール（潮だまり）などでよく見られる。
アゴハゼ属のタイプ種。種小名は「輪のある」という意味で、体にある黒斑に由来する。

## 特徴
最大でも全長8cmほどの小魚である。頭が上から押しつぶされたように平たく、口が大きい。舌の先端は浅く二叉する。胸鰭と尾鰭は小さな黒点が並び、さらに付け根に大きな黒斑が一つある。鱗は細かい。体色は変異があるが、灰色-緑褐色の地に大小の白斑が出ることが多い。
外見はドロメやウキゴリ属（Gymnogobius）によく似ていて、特に幼魚は見分けにくいが、アゴハゼ属2種は胸鰭の上に遊離軟条があることで区別できる。またアゴハゼ属は岩場、ウキゴリ属は砂泥底の環境を好むので、生息環境でも目星はつけられる。ドロメはアゴハゼより大型になること、胸鰭と尾鰭に小黒点がないこと、尾鰭が白く縁取られることで区別できる。嘗て Chaenogobius はウキゴリ属だったが、タイプ種がアゴハゼだったためにアゴハゼ属に修正された。

## 生態
北海道から九州・屋久島・種子島・朝鮮半島まで分布する。個体数も多く、分布域の岩礁海岸では一般的なハゼである。南日本ではクモハゼも同所的に見られる。
岩礁海岸の潮間帯に生息し、波打ち際の浅場やタイドプール（潮だまり）で見られる。時には満潮時でも海面下に入らないような高い位置の「水たまり」にも棲むことがある。潮間帯は塩分濃度や水温が数時間単位で激しく変化し、満潮時には強い波も押し寄せる過酷な環境で、特に高潮位ではそれが顕著だが、競合する生物が少なく生活空間や餌資源を独占出来るという利点もある。
潮だまりの中では岩の上にじっとしており、敵が来ると岩陰に隠れるが、人が覗き込んでもあまり動かない個体もいる。幼魚は表層を群れで泳いでいる。食性は雑食性で、藻類や小動物を食べる。
食用にはしないが、岩礁海岸ではよく観察できる魚で、磯遊びなどをすると目にする機会も多い。